# Alain Moloto
Alain Moloto, né à Kisangani (à l'époque Stanleyville) le 27 juillet 1961 et mort le 2 août 2013 à Kinshasa au Congo-Kinshasa, est un chanteur de gospel évangélique. Il était chanteur principal du groupe GAEL et avait réalisé deux albums solo (Jésus le prince glorieux et Le fruit de mes lèvres).

## Biographie
Alain né le  27 juillet 1961 - mort le 2 août 2013 à  Kinshasa. Il commence ses études supérieures en 1983 à l'Institut supérieur de commerce de Kinshasa, et s’engage dans un groupe théâtral universitaire. Il a l'habitude d’écrire des chansons en français et en lingala. Après un bon accueil du public, il écrit des chants d'adoration et les partage avec sa guitare.

### Carrière
Il fonde le groupe GAEL en 1998 avec des artistes de l'I.N.A. (Institut National des Arts) de Kinshasa, comme Franck Mulaja, Henry Papa Mulaja, Tempo Bilongo, Hugo Mbunga, Blaise Mikanda, Francis Nsemi, Christian Mvuanda et Paul Balenza ,.
Le chanteur réalise plusieurs tournées avec Gael, dans divers pays.
Alain sort son deuxième  album solo en 2010, « Le fruit de mes lèvres » qui fit un grand succès avec la chanson « Naza Ya Yesu »  qui signifie « J'appartiens à Jésus ».
En 2011, il s'implique dans des discours de manifestations politiques qu'il appelle EDEN *Ensemble pour la Délivrance de la Nation*, lors des élections présidentielles. Pour certains cette implication lui aura valu son empoisonnement et une longue maladie ,,.
En 2012, lui et GAEL sont nommés dans la catégorie « Gospel Africa », au Kora Awards.

### Fin de vie
Alain Moloto décède le 2 août 2013,. Il avait combattu de longs mois, à la suite d'une maladie due à un empoisonnement. Il laisse dans le deuil sa femme Christine Tshiabu, et ses quatre enfants dont deux filles et deux garçons.
Quelques mois après sa mort, l'album "Je suis - vol.2", sort avec sa voix enregistrée.

## Discographie
- 1994 : Jésus le Prince Glorieux (solo)
- 2009 : Les fruits de mes lèvres (solo)
- 1999 : Yahwe Tobelemi (collectif)
- 2001 : Sublime (collectif)
- 2003 : Sublime II (collectif)
- 2003 :  1 heure avec Jésus Christ, Volume 1, Live (collectif)
- 2004 :  1 heure avec Jésus Christ, Volume 2, Live (collectif)
- 2005 :  Adorons L'Éternel, Volume 3 (collectif)
- 2005 :  Live Célébration Gael (collectif)
- 2007 :  1 heure avec Jésus Christ, Volume 3, Live (collectif)
- 2009 :  The best of Gael Vol. 1 (Lingala) (collectif)
- 2010 :  The best of Gael Vol. 2 (Français) (collectif)
- 2011 :  Amour Eternel (collectif)
- 2013 :  Je suis - vol.1  (collectif)
- 2014 :  Je suis - vol.2  (collectif)

## DVD & VHS Clips
Solo
1. Jésus le Prince Glorieux (1994)
2. Les fruits de mes lèvres (2010)

Collectif
1. Yahwe Tobelemi (1999)
2. Sublime (2001)
3. Sublime II (2003)
4. 1 heure avec Jésus Christ, Volume 1, Live (2003)
5. 1 heure avec Jésus Christ, Volume 2, Live (2004)
6. Adorons L'Éternel, Volume 3 (2005)
7. Live Célébration Gael (2005)
8. 1 heure avec Jésus Christ, Volume 3, Live (2007)
9. Amour Eternel (2011)
10. Je suis - vol.1 (2013)
11. Je suis - vol.2 (2013)